# Galeottia antioquiana
Galeottia antioquiana är en orkidéart som först beskrevs av Friedrich Fritz Wilhelm Ludwig Kraenzlin, och fick sitt nu gällande namn av Robert Louis Dressler och Eric Alston Christenson. Galeottia antioquiana ingår i släktet Galeottia och familjen orkidéer.
Artens utbredningsområde är Colombia. Inga underarter finns listade i Catalogue of Life.